# Prințul Rupert al Rinului
Rupert, Conte Palatin al Rinului, Duce de Bavaria (germană Ruprecht Pfalzgraf bei Rhein, Herzog von Bayern), numit Prințul Rupert al Rinului, (17 decembrie 1619 – 29 noiembrie 1682), soldat, inventator și artist amator, a fost fiul ce mic al lui Frederic al V-lea, elector palatin și al Elisabetei Stuart, și nepotul regelui Carol I al Angliei, care l-a numit Duce de Cumberland și Conte de Holderness.

## Viața
Rupert s-a născut la Praga în 1619 în timpul Războiului de Treizeci de Ani. Curând după venirea lui pe lume, familia lui Frederick se vede obligată să se refugieze în Olanda, unde Rupert și-a petrecut copilăria. Mama lui, Elisabeta Stuart, numită „regina de-o iarnă”, fiindcă doar atât a domnit în Bohemia, a fost fiica regelui Iacob I al Angliei și sora lui Carol I al Angliei. În mod consecvent, Rupert și fratele lui Maurice și-au susținut unchiul Carol când a început războiul civil englez în 1642.
Când era copil, era poreclit „Rupert Drăcușorul” din cauza comportamentului său. Copilăria lui n-a fost una ușoară; familia lui rămăsese fără bani după plecarea din Praga și era adolescent când tatăl lui și fratele mai mare au murit. Cu toate acestea, Rupert a fost un student de excepție, vorbea fluent mai multe limbi europene și excela în artă și matematică. Era un tânăr înalt, frumos și timid.
Sora lui, Henriette Marie, s-a căsătorit cu principele Transilvaniei, dar a murit la câteva luni de la căsătorie și a fost înmormântată la Alba Iulia.

## Galerie de imagini

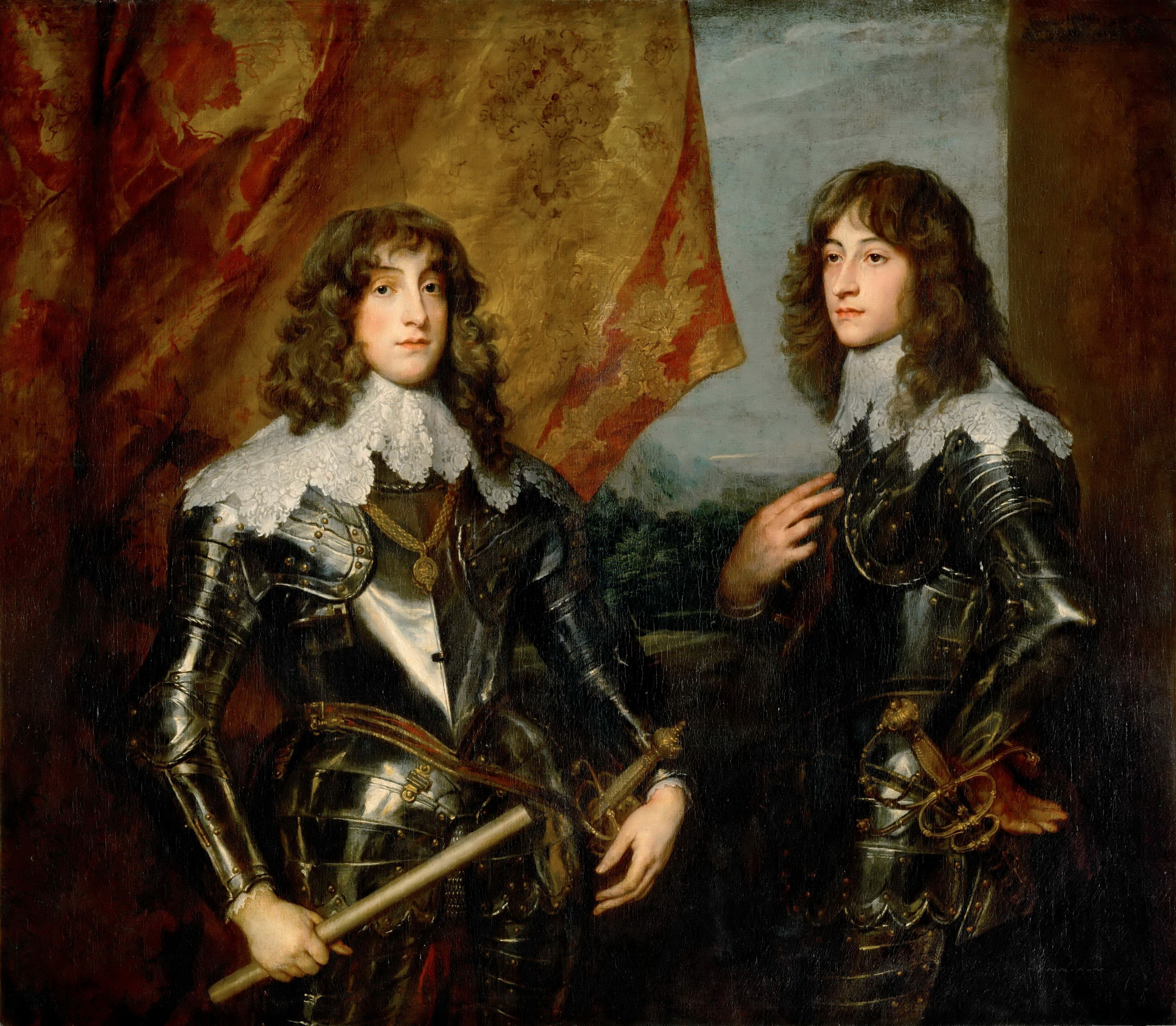
Carol I Ludovic al Palatinatului (stânga) și Prințul Rupert al Rinului (dreapta), pictură de Anthony van Dyck, 1637.